# Front populaire (Espagne)
Pour la coalition politique française formée en 1936, voir Front populaire (France). Pour la coalition politique catalane formée en 1936, voir Front des gauches de Catalogne. Pour les autres significations, voir Front populaire.
Le Front populaire (en espagnol : Frente Popular), est une coalition électorale et un pacte signés en janvier 1936 par plusieurs organisations de gauche, à l'initiative de Manuel Azaña dans la perspective des élections de 1936. 
Manuel Azaña, élu démocratiquement en février 1936, est le président de la Seconde République espagnole jusqu'en 1939.
Pendant ce temps, en France, le Front populaire français gouverne.

## Historique
Le Front populaire inclut notamment le Parti socialiste ouvrier espagnol (PSOE), le syndicat UGT (Union générale des travailleurs, proche du PSOE), le PCE (Parti communiste d'Espagne), le POUM (Parti ouvrier d'unification marxiste) et les partis républicains : IR (Gauche républicaine, dirigée par Azaña) et UR (Union républicaine, dirigée par Diego Martínez Barrio). Ce pacte est soutenu par des indépendantistes galiciens et catalans (tels que l'ORGA et l'Esquerra Republicana de Catalunya) et par la CNT (Confédération nationale du travail, syndicat anarchiste).
Il s'agit d'une coalition en réponse à la croissance du fascisme, entraînant l'alliance de tous les républicains de gauche et des organisations ouvrières pour défendre les réformes sociales et sociétales du premier gouvernement (1931-1933) de la Seconde République espagnole, en particulier le renforcement de la place prépondérante acquise par les femmes dans la société espagnole. Au vu de l'histoire récente de la République, le programme prévoit notamment la libération des prisonniers politiques détenus depuis la Révolution asturienne de 1934. 
Le Front populaire bat le Front national contre-révolutionnaire aux élections du 16 février 1936.
Manuel Azaña est élu président de la République en mai 1936.

## Composition
- Front populaire (sur l’ensemble du territoire espagnol, sauf dans la Communauté valencienne et en Catalogne) :
  - Partido Socialista Obrero Español (Parti socialiste ouvrier espagnol - PSOE, gauche socialiste) : 98
  - Izquierda Republicana (Gauche républicaine - IR, gauche républicaine) : 84
  - Unión Republicana (Union républicaine - UR, centre républicain) : 37
  - Partido Comunista de España (Parti communiste espagnol - PCE, gauche communiste) : 16
  - Partido Republicano Democrático Federal (Parti républicain démocrate fédéral - PRDF, gauche fédéraliste) : 2
  - Partido Sindicalista (Parti syndicaliste - PS, anarchistes modérés) : 1
  - Partido Sindicalista Independiente (Parti syndicaliste indépendant, PSI, anarchistes modérés) : 1
  - Divers gauche : 2
- Front d'Esquerres de Catalunya (Front des gauches de Catalogne)
  - Esquerra Republicana de Catalunya (Gauche républicaine de Catalogne - ERC, gauche indépendantiste catalane) : 21
  - Acció Catalana Republicana (Action catalane républicaine - ACR, nationalistes catalans) : 5
  - Unió Socialista de Catalunya (Union socialiste de Catalogne - USC, gauche socialiste catalane) : 3
  - Partit Republicà d'Esquerra (Parti républicaine de gauche - PRE, section catalane de l’IR) : 3
  - Partit Nacionalista Republicà d'Esquerra (Parti nationaliste républicain de gauche - PNRE, gauche nationaliste catalane, scission de l’ERC) : 2
  - Unió de Rabassaires i Altres Cultivadors del Camp de Catalunya (syndicats d’ouvriers agricoles de la viticulture) : 2
  - Partido Obrero de Unificación Marxista (Parti ouvrier d’unification marxiste - POUM, socialistes de gauche) : 1
  - Partit Català Proletari (Parti catalan prolétarien - PCP, gauche communiste catalane) : 1
  - Partit Comunista de Catalunya (Parti communiste de Catalogne - PCC, section du PCE en Catalogne, gauche communiste) : 1
  - Federación Socialista Catalana (Fédération socialiste catalane - FSE, section du PSOE en Catalogne, gauche socialiste): 1
- Autres partis autonomistes de gauche
  - Partido Galeguista (Parti galléguiste - PG, autonomistes galiciens) : 3
  - Esquerra Valenciana (Gauche valencienne - EV, gauche autonomiste valencienne, au sein du Front d'Esquerres en Pays Valencien) : 1

## Guerre d'Espagne, fin du Front populaire et avènement de la dictature franquiste
Les 17 et 18 juillet 1936, Francisco Franco, Emilio Mola, José Sanjurjo, Manuel Goded, Joaquín Fanjul et plusieurs généraux nationalistes tentent un coup d'État provoquant la Guerre d'Espagne (1936-1939). La société civile cherche alors à défendre la République. Des comités et groupes mixtes, formés spontanément par des syndicats (UGT et CNT), partis politiques (PCE, POUM) et d'autres organisations, unis contre les franquistes, parviennent à les battre dans de grandes villes comme Madrid, Barcelone, Bilbao et Valence, ainsi que dans de nombreux villages et petites villes. 
Malgré la réorganisation de l'Armée populaire de la République en octobre 1936 et la création des Brigades internationales, sans assez d'armes et sans le soutien officiel des autres démocraties européennes qui mènent une politique de non-intervention, les Républicains perdent la guerre trois ans après, en 1939, événement annonciateur de la Seconde Guerre mondiale.
Franco impose ensuite une dictature dans le pays, jusqu'à sa mort en 1975.